# Sandra Vélez
Sandra Vélez Franco (Medellín, 1980) es una periodista y presentadora de televisión colombiana.

## Biografía
Nació en Medellín su niñez y adolescencia vivió en la Isla de San Andrés. Se radica en Bogotá a estudiar periodismo en la Universidad Externado de Colombia, realizó su especialización de estado, políticas públicas y desarrollo en la Universidad de los Andes.
Debutó en la televisión como presentadora y periodista en la productora de Rafael Poveda RPTV y el programa de investigación Testigo directo, donde años más tarde contraeron nupcias y se separaron en
2016. Entre 2009 al 2011 fue presentadora de la sección Bancolombia más cerca de Noticias Caracol.
Entre 2012 al 2023 fue periodista y presentadora de Arriba Bogotá, Divinas y Citynoticias de Citytv. En 2023 es presentadora de Mañana Express en reemplazo de Yalena Jácome y Historia Clínica del Canal RCN.